# Deep house
Deep house és un subgènere del House originat a la dècada de 1980 als Estats Units, on inicialment es van combinar elements del Chicago house amb el jazz-funk dels anys 1980, i amb tocs del soul music. La durada de les cançons varia entre 6 i 10 minuts, amb un tempo usualment al rang de 110 a 125 BPM. Aquest estil de la música house està caracteritzat per tenir un so suau, sensual, càlid envoltant i ballable alhora. Igualment compta amb efectes ambientals com a reverb i delay. De la influència del jazz i del soul se'n percep l'ús d'acords més enllà de les tríades, incorporant acords de setena, novena, suspesos, alteracions, etc. Aquest estil de música house ofereix més sensació acústica. Al llarg dels anys el deep house ha guanyat popularitat segons Beatport, sent un dels gèneres més venuts.

## Història
El deep house va ser principalment pioner per productors de Chicago com Marshall Jefferson (On the House) i Larry Heard (Mr. Fingers) i amb temes com "Mystery of Love" (1985) i "Can You Feel It?" (1986); aquest últim va tenir un impacte similar al deep house al de "Strings of Life" (1987) de Derrick May al techno de Detroit. El so jazzístic es va fer més comú a causa de l'ús afavorit de sons de producció i instruments més suaus i orgànics (encara basats en sintetitzadors). L'autor Richie Unterberger ha afirmat que el so deep house d'Heard va allunyar la música house de les seves tendències posthumanes cap al so exuberant i soul de la música disco antiga (especialment el dels antics discos de Philadelphia International i Salsoul). "Can You Feel It" es va convertir en un projecte deep house; Heard va utilitzar un sintetitzador Roland Juno-60 per crear la línia de baix profunda, juntament amb una caixa de tambors Roland TR-909 per als ritmes.
El DJ Ron Trent va declarar que el terme es va utilitzar inicialment per descriure el treball de DJ de Frankie Knuckles i Ron Hardy, que es van apartar d'un so house estrictament electrònic per incorporar elements eclèctics com el disc, el jazz i la música underground.
Als anys 2000 i 2010, el gènere es va mantenir molt popular. No obstant això, cap a mitjans/finals de la dècada de 2010, la percepció del gènere donava com a resultat un sentit que una part de la música house estava sent etiquetada com a "profunda" de manera inadequada, i des d'aleshores el terme s'ha utilitzat per encapsular diversos tipus de house impulsada per la línia de baix. música, més tard anomenada bass brasiler o slap house, a mesura que el gènere evoluciona des dels seus orígens històrics.

## Característiques
El deep house és conegut per tenir una melodia complexa, per l'ús d'acords cromàtics que subratllen seqüències, també per l'ambient soul, i per l'atmosfera dels vocals. L'ús dels vocals esdevingué més comú al deep house que en qualsevol altra forma de la música house. En general, el deep house no arriba a un punt culminant durant la cançó, però s'enfoca més a estar en un so còmode i relaxat. Al deep house modern trobem encara aquests trets, encara que el gènere ha evolucionat al pas dels anys, tornant-se famós als Països Baixos.

## Influències
Té una gran influència del so disc, i les seves capitals són San Francisco, Nova York (on se li denomina garatge), Nova Jersey (amb el grup Blaze al capdavant), Chicago i Eivissa.

## Segells discogràfics
Els segells discogràfics més importants del gènere són: Deep Disco Records (Pete Bellis), Armada Deep, Spinnin' Deep, Freerange (Jimpster), Get Physical, King Street, Nite grooves, Defected, Guidance, I! (Kevin Yost), Naked Music, Anjunadeep, Salted Music, DeepClass Records (Fer Ferrari), entre d'altres.

## Future house
Aquest gènere es defineix com una fusió del deep house, l'EDM i els estils més comercials de la música electrònica. Va sorgir a la dècada de 2010.